# Aporodesmus cupulifer
Aporodesmus cupulifer är en mångfotingart som beskrevs av Carl Oscar von Porat 1894. Aporodesmus cupulifer ingår i släktet Aporodesmus och familjen Cryptodesmidae. Inga underarter finns listade i Catalogue of Life.